# Zaouïa de Sidi Mouloud
La Zaouïa de Sidi Mouloud Chouaïbi est un édifice religieux situé à Ténès en Algérie. Elle fait partie des Zaouïas en Algérie affiliées à la Confrérie Chadhiliyya sous la tutelle du Ministère algérien chargé du culte.

## Construction
C'est le théologien Sidi Mouloud Chouaïbi qui fit construire cette zaouïa en 1872, équivalent à l'an 1289 hégirien, dans le massif du Dahra surplombant la plaine du Bas-Chelif. Cet érudit est né en 1838 dans la région de Ténès dans l'actuelle wilaya de Chlef. Son nom complet est « Mouloud ben Ali ben Mouloud ben Mohamed ben Maâmmar ben Biskri ben Abou Chouaïb » surnommé « Chouaïbi ».
Ce faqîh a étudié à la Mosquée Zitouna en Tunisie à partir de 1865, durant deux ans, sous la direction de Mohamed Tahar Ben Achour. Il a ensuite étudié à la Mosquée Al-Azhar à partir de 1867 pendant cinq ans jusqu'en 1872, date à laquelle il retourne en Algérie. Il a été encadré en Égypte durant son parcours initiatique par le mufti Malikite Muhammad Elîsh (1802-1883).
Il s'est installé à Ténès pour propager et consolider le rite de la confrérie; Chadhiliyya répandu dans les zaouïas de la plaine de Khemis Meliana et de la plaine du Bas-Chelif. Il a alors consacré quarante-deux ans de sa vie à l'enseignement coranique dans cette zaouïa, ainsi que toutes les sciences islamiques enseignées dans la Mosquée Al-Azhar, et ce jusqu'à sa mort en 1918.

## Description
La zaouïa de Sidi Mouloud Chouaïbi est composée de plusieurs édifices: une mosquée,  la zaouïa, une maison pour le cheikh de la zaouïa, un mausolée honorant le défunt Sidi Mouloud Chouaïbi, des salles de classe pour l'enseignement du Coran et des sciences islamiques,  des lieux d'hébergement des disciples.

## Mausolée
Le mausolée de Sidi Mouloud Chouaïbi est situé dans l'enceinte de cette zaouïa où il a été enterré à sa mort en 1918 (an 1336 de l'hégire) . Il est constitué d'un dôme contenant une châsse recouvrant la tombe du faqih.Les visiteurs s'y adonnent au tawassoul et au Duaa selon les préceptes de la référence religieuse algérienne.

## Oukils

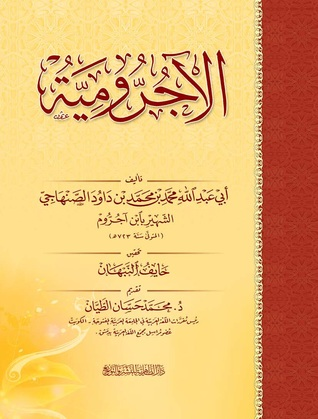
Ajjeroumia

La charge d'administration de cette zaouïa est assumée par un Oukil qui est une fonction héréditaire dans la famille du marabout Sidi Mouloud Chouaïbi.
Plusieurs oukils se sont succédé dans la gestion de ce lieu de culte musulman.
| N° | Oukil                    | Début | Fin  |
| -- | ------------------------ | ----- | ---- |
| 01 | Sidi Mouloud ben Ali     | 1872  | 1918 |
| 02 | Mohamed Guendouz Hachemi | 1918  | 1927 |
| 03 | Abdelkader Hocine        | 1927  | 1929 |
| 04 | Hassan ben Mouloud       | 1929  | 1942 |
| 05 | Hocine ben Mouloud       | 1942  | 1957 |
| 06 | Mouloud ben Hassan       | 1962  | 1995 |
| 07 | Abdelkader Miloud Hocine | 1995  | 2017 |

## Enseignements

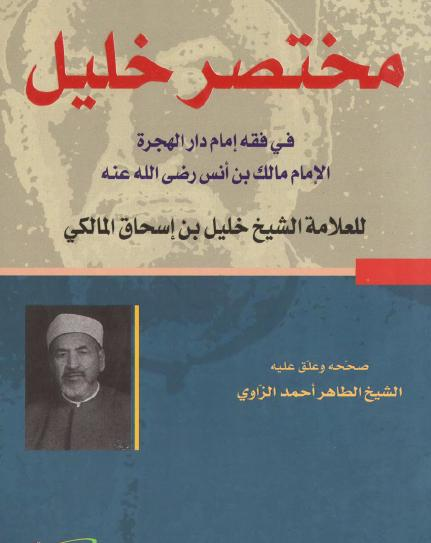
Moukhtassar Khalil

Bien que le Coran soit la matière principale enseignée dans la zaouïa de Sidi Mouloud Chouaïbi, plusieurs sciences islamiques y sont aussi dispensées. C'est la lecture du Coran selon la méthode canonique de Warch 'an naafi', par la voie de l'Al-Azraq et de l'Al-Asbahani, qui est assumée dans cette institution religieuse.
Le hadîth y est enseigné sur la base d'Al-Muwatta compilé par l'Imam Mâlik ibn Anas. Le fiqh selon le rite malikite est observé dans les cours de cette zaouïa qui se base sur le corpus du Moukhtassar Khalil écrit par Khalil ibn Ishaq al-Jondi. Une autre référence du fiqh malikite dispensée dans cette zaouïa est la Rissala Fiqhiya (ar) écrite par Ibn Abî Zayd Al-Qayrawânî. Une troisième référence du fiqh malikite inculquée dans cette zaouïa est le Matn Ibn Ashir (ar) écrit par Abdul Wahid Ibn Ashir.
La langue arabe est enseignée sur la base du texte de la Alfiya Ibn Malik composée par Ibn Malik (ar). La syntaxe de la langue arabe est dispensée sur la base du texte de la Ajjeroumia composée par Ibn Ajarrum. L'enseignement de cette même syntaxe se base sur le texte du Qatr en-Nada (ar) composé par Ibn Hichâm al-Ansâri (ar).

## Activité cultuelle
La zaouïa de Sidi Mouloud Chaïbi est connue pour sa célébration du Mawlid durant plusieurs jours par an. Lors de cette festivité annuelle, l'Oukil de la zaouïa honore ses disciples pendant ces jours heureux de Rabia al awal.

## Sources
- Rachid Bourouiba, Les Inscriptions commémoratives des mosquées d’Algérie, Alger, Office des Publications Universitaires, 1984, 374 p. (OCLC 17604508), p. 81-86
- Rachid Bourouiba, L’Art religieux musulman en Algérie, Alger, S.N.E.D., 1983, 2e éd. (1re éd. 1973), 343 p. (OCLC 432350294)
- Rachid Bourouiba, Apports de l’Algérie à l’architecture religieuse arabo-islamique, Alger, OPNA, 1986, 358 p. (OCLC 21521189)
- Albert Devoulx, Les Édifices religieux de l'ancien Alger, Alger, Bastide, 1870, 270 p. (OCLC 490390051, lire en ligne) Extrait de la Revue africaine.
- Georges Marçais, L’Architecture musulmane d’occident, Tunisie, Algérie, Espagne et Sicile, Paris, Arts et Métiers Graphiques, 1954, 1080 (OCLC 253985764)